# Rainer M. Thurau

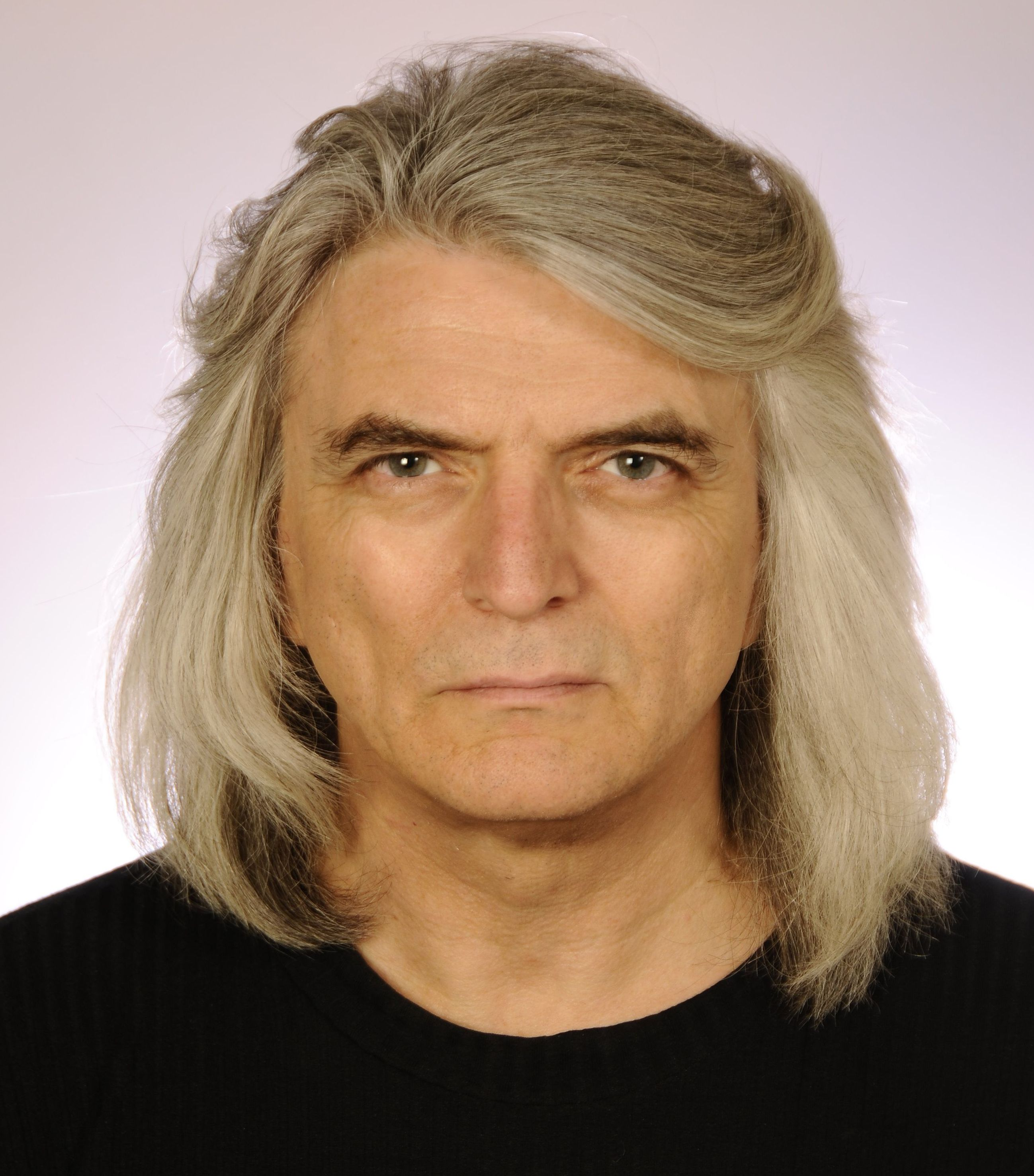
Rainer M. Thurau (2009)

Rainer M. Thurau (* 4. Juni 1951 in Hamburg) ist ein deutscher Designer und Harfenbauer. Er betreibt eine Manufaktur zur Rekonstruktion historischer und Herstellung moderner Konzertharfen sowie ein Atelier für Bildende Kunst (Malerei).

## Leben
Thurau wurde als Kind darstellender Künstler geboren. Er betätigte sich neben einem Medizinstudium in den 1970er Jahren als Musiker, Instrumentenbauer und insbesondere als Maler in West-Berlin. Er stellte seine Werke u. a. alljährlich bei der Freien Berliner Kunstausstellung (FBK) in den Messenhallen Berlins aus. 
1976 entwarf er seine erste Harfe und wurde auf dem Gebiet der Rekonstruktion historischer Harfen zum Pionier in Deutschland und Europa. 1990 übernahm er Europas älteste Konzertharfenbauwerkstatt Josef Löffler & Sohn in Wiesbaden. Seine erste Design-Konzertharfe erwarben die Wiener Symphoniker. Werke von Thurau befinden sich heute in privaten und in öffentlichen Sammlungen und Museen in Europa.
2017 wurde Rainer Thurau von der Stadt Bingen am Rhein zum Künstlerischen Leiter des Festival Musica Antiqua Bingen ernannt, ein Festival, welches die heiliggesprochene Kirchenlehrerin und früheste bekannte Komponistin Hildegard von Bingen ehren soll. Das Festival fand erstmals 2019 statt.

## Arbeiten/Werke von Thurau u.a. in folgenden Sammlungen
- Kunsthistorisches Museum Wien
- Rheinisches Landesmuseum Bonn, Deutschland
- Museum voor Muziekinstrumenten Neerpelt, Belgien
- Alamannenmuseum Ellwangen, Deutschland
- Alamannenmuseum Vörstetten, Deutschland (Quelle: Webseite des Künstlers)
- Landesmuseum Baden-Württemberg, Stuttgart, Deutschland
- Archäologisches Landesmuseum Baden-Württemberg, Konstanz, Deutschland
- Museum für Kunst und Kulturgeschichte, Lübeck, Deutschland
- Historisches Museum Basel, Schweiz
- Völkerkundemuseum Berlin, Deutschland
- Historisches Museum Wien, Österreich
- Museum Auberlehaus, Trossingen, Deutschland
- Museum des Instituts für Geschichte der arabisch-islamischen Wissenschaften, Frankfurt a. Main, Deutschland
- Heinrich-Schütz-Haus, Bad Köstritz, Deutschland
- Archiv, Bibliothek und Sammlungen der Gesellschaft der Musikfreunde, Wien, Österreich
- UNESCO-Welterbestätte Kloster Lorsch, Lorsch, Deutschland
- Museum im Gotischen Haus, Bad Homburg, Deutschland
- Archäologisches Institut der Universität Köln, Deutschland.
- Alamire Foundation, Heverlee, Belgien
- Historisches Museum Am Strom, Bingen, Deutschland[1]

## Filme
- Kulturmagazin ASPEKTE, ZDF 1980
- Der Harfenbauer von Ulm, ARD 1986
- Musik mit Füssen getreten, NDR 1991
- Harfenbau in Wiesbaden, RTL 1991
- Chikago-Blues und Harfenträume (Hauptdarsteller), Dokumentarspielfilm 1993
- Die Harfe, Dokumentationsreihe „Kultura“ des ORT (Russischer Staatsfernsehsender), 2011
- Musikinstrumente aus Wiesbaden, Dokumentarfilm im Auftrag der Stadt Wiesbaden, 2017[2]
- Musik des Mittelalters, Schweizer Dokumentarfilm (Regisseur: Christian Hilzinger) mit Auszügen des „Festival Musica Antiqua Bingen“ (Künstl. Leiter und Interviewpartner Rainer M. Thurau), 2020
- Werkzeug des Geistes (Regisseur: Ghaleb Al Asali)